# Pozancos (Guadalajara)
Pozancos es una localidad española del municipio de Sigüenza, perteneciente a la provincia de Guadalajara, en la comunidad autónoma de Castilla-La Mancha.

## Geografía
Pedanía de Sigüenza, se encuentra a una distancia de aproximadamente 9 km de la capital municipal.

## Historia
Hacia mediados del siglo XIX, el lugar, por entonces con ayuntamiento propio, tenía contabilizada una población de 116 habitantes. La localidad aparece descrita en el decimotercer volumen del Diccionario geográfico-estadístico-histórico de España y sus posesiones de Ultramar de Pascual Madoz de la siguiente manera:

POZANCOS: v. con ayunt. en la prov. de Guadalajara (12 leg.), part. jud. y dióc. de Sigüenza (1), aud. terr. de Madrid (22), c. g. de Castilla la Nueva. sit. en hondo y rodeada de cerros, goza de clima templado y sano. Tiene 30 casas; la consistorial; escuela de instrucción primaria frecuentada por 6 alumnos, retribuida por los discípulos; una igl. parr. (la Natividad de Ntra. Sra.) matriz de las de Ures y Matas, y á la salida del pueblo trozos de arbolado que sirven de paseo. El térm. confina: N. Matas y Valdealmendras; E. Alcuneza y Sigüenza; S. Ures, y O. el mismo Ures y Matas; dentro de él se encuentran la ermita de Ntra Sra. de la Soledad, el desp. de Juara y 2 fuentes de buenas aguas. El terreno, que participa de quebrado y llano, es de regular calidad; le fertiliza en parte un arroyo que brota en el térm.; en todas direcciones, escepto por el O., se encuentra monte poblado de encina, chaparro y otras matas bajas. caminos: los que dirigen á los pueblos limítrofes, todos en buen estado. correo: se recibe y despacha en la cab. del part. prod.: trigo, cebada, avena, patatas, judias y otras legumbres, leñas de combustible y carboneo, y buenos pastos, con los que se mantiene ganado lanar y mular; hay caza de conejos, liebres, perdices, palomas torcaces, turras y chochas. ind.: la agrícola, 2 molinos harineros y un batan. pobl.: 25 vec., 116 alm. cap. prod.: 805,000 rs. imp.: 32,200. contr.: 1,366.
(Madoz, 1849, p. 186)

El municipio de Pozancos desapareció en 1963, al ser incorporado, junto a los de Moratilla de Henares, Guijosa, Alcuneza, Palazuelos y Pelegrina, al término municipal de Sigüenza.

## Patrimonio

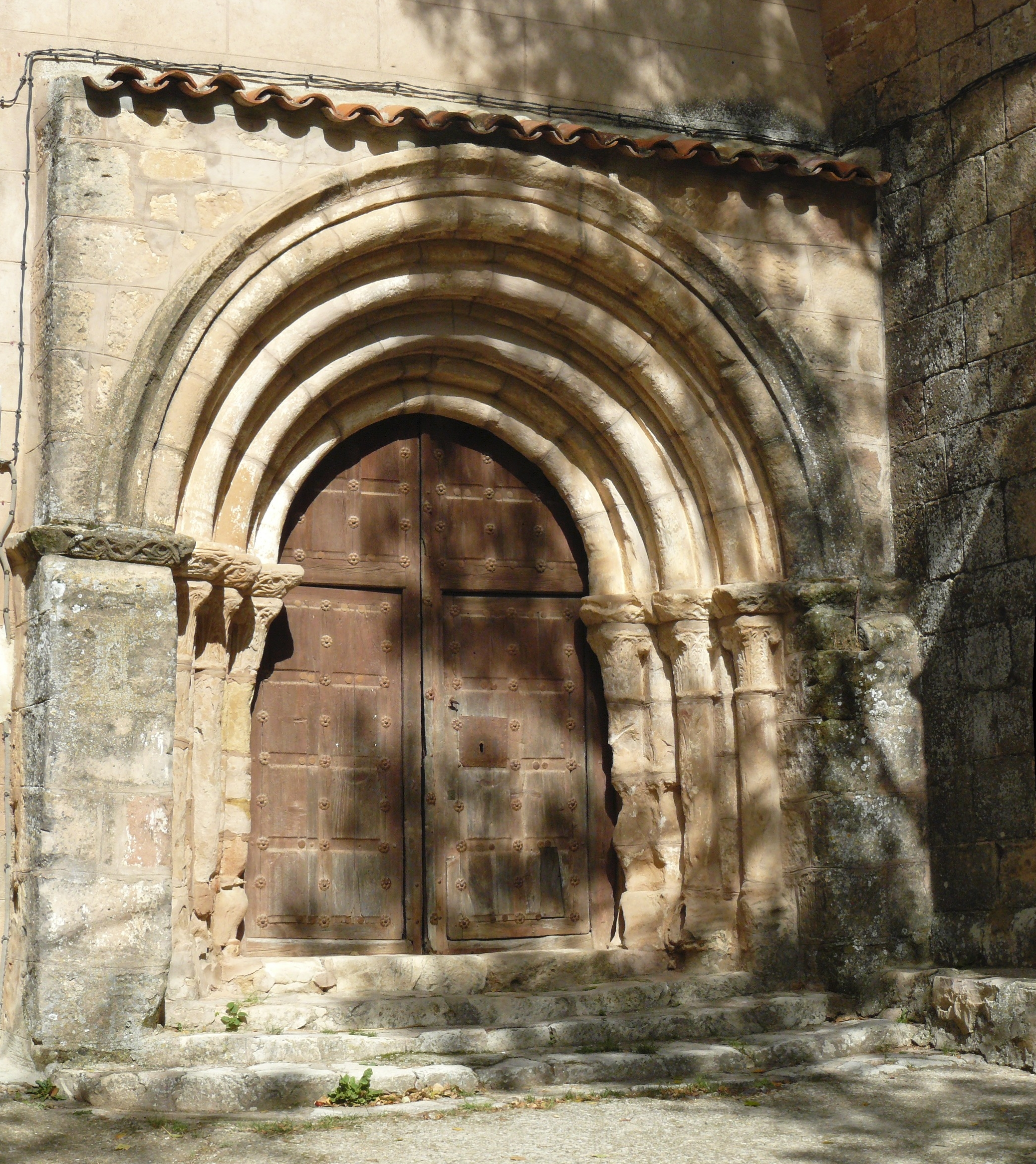
Portada románica de la iglesia de la Natividad

Hay una iglesia de la Natividad de Nuestra Señora. Este templo, románico del siglo XII, tuvo originalmente una nave rematada en ábside semicircular. En el siglo XV se le añadió una capilla gótica y en el XVII se modificó la nave y se añadió una sacristía. Queda de su construcción original la portada de cuatro arquivoltas sustentadas en capiteles con decoración vegetal y el ábside. En el interior de la capilla gótica hay un sepulcro de principios del siglo XVI perteneciente a Martín Fernández, señor de Pozancos, capellán de Sigüenza, arcipreste de Hita y cura de Las Inviernas. Debió de estar situado en el centro de la capilla y ha sido mutilado al embutirlo en una de las paredes. Guarda relación con el sepulcro exento de Alonso Fernández en la iglesia de Jirueque. A esta misma capilla pertenecieron las esculturas de Adán y Eva y el cuadro hispanoflamenco del Santo Entierro conservados en el Museo Diocesano de Sigüenza.

## Demografía
| Gráfica de evolución demográfica de Pozancos entre 1842 y 1960 |
| |
| Población de derecho según los censos de población del INE Población de hecho según los censos de población del INEEntre el censo de 1857 y el anterior, crece el término del municipio porque incorpora a Ures de Pozancos Entre el censo de 1970 y el anterior, este municipio desaparece porque se integra en el municipio Sigüenza |